# NOAAS McArthur (S 330)
Le NOAAS McArthur (S 330) est un ancien bâtiment hydrographique de la flotte de la NOAA (National Oceanic and Atmospheric Administration) en service de 1970 à 2003. Il  porte le nom de William Pope McArthur (en) (1814-1850) hydrographe de l'United States Navy.

## Historique
Avant sa carrière à la NOAA, il a appartenu à la United States Coast and Geodetic Survey de 1966 à 1970 sous le nom de USC&GS McArthur (MSS 22). Après sa carrière au NOAA il entre en service privé pour la Blackwater Worldwide (plus tard connu sous le nom de Blackwater USA, puis Xe et actuellement Academi) en tant que navire-école et de sécurité maritime sous le nom de M/V McArthur.

### Construction
Construit en tant que "medium survey ship" (MSS) pour l'U.S. National Geodetic Survey, McArthur a été commandé le 15 juillet 1965 à la BAE Systems Electronic Systems (en) à Norfolk en Virginie et mis à l'eau le 15 novembre 1965. Il intègre La Coast and Geodetic Survey la le 15 décembre 1966 sous le nom de USC&GS McArthur (MSS 22). Le 3 octobre 1970, lorsque la Coast and Geodetic Survey fusionna avec d'autres organismes du gouvernement des États-Unis pour former la NOAA, McArthur entra dans la flotte de la NOAA sous le nom de NOAAS McArthur (S 330). Il est le sister-ship du NOAAS Davidson (S 331) .

### Service hydrographique
Le navire a été utilisé de décembre 1966 à mai 2003 dans le Pacifique, le long de la côte ouest des États-Unis. Initialement, il était utilisé pour la recherche hydrographique, puis pour la recherche sur les mammifères marins. 

### M/V McArthur
La NOAA a mis hors service le navire le 20 mai 2003 pour être remplacé par le NOAAS McArthur II (R 330).
En 2006, il a été acquis par Blackwater Worldwide, une société militaire privée qui l'a transformé en navire-école et de service. Il a été mis en service en septembre 2007. L'équipage était composé de 45 membres, dont 35 membres des forces de sécurité armées. Deux hélicoptères Hughes OH-6 Cayuse et trois bateaux pneumatiques semi-rigides (RHIB) ont été embarqués à bord. Blackwater Worldwide le considérait comme un navire polyvalent destiné aux opérations militaires, à la formation, au maintien de la paix et aux opérations de stabilisation pouvant être déployé dans le monde entier. À partir de 2008, le navire a été retenu et offert comme navire de soutien pour se protéger contre les attaques de Piraterie autour de la Corne de l'Afrique. Il était stationné dans le golfe d'Aden. Cependant, il était trop lent pour suivre le rythme des navires marchands modernes.
Début 2010, le navire avait été proposé à la vente et renommé  Eaton en juin 2010 par le nouveau propriétaire Afloat Leasing Limited. Il a été revendu par la suite à la société FZE basée aux Émirats arabes unis) , qui utilise le navire comme le Maandeeq battant pavillon des Comores .